# Vittore Tasca
Vittore Tasca (Brembate, 7 settembre 1821 – Seriate, 21 aprile 1891) è stato un patriota e politico italiano.

## Biografia
Nato a Brembate in provincia di Bergamo, in una famiglia benestante di possidenti, fu commerciante e agricoltore di carattere molto particolare.
Attivo negli ambienti patriottici, legò il proprio nome alle vicende risorgimentali e garibaldine.
Nel corso del 1848 fu convinto da Giuseppe Mazzini a verificare, con il conterraneo Gabriele Camozzi, la disponibilità della gente a fare ripartire la rivolta contro gli austriaci nella sua città e nell'intero regno Lombardo-Veneto.
Ma fu per seguire Giuseppe Garibaldi che lasciò, a 39 anni, le sue attività per intraprendere l'avventura della spedizione dei Mille.
Dapprima si adoperò per il reclutamento di volontari nella provincia di Bergamo (che, visto l'elevato numero di partecipanti, poté fregiarsi del titolo di Città dei Mille), poi si distinse per coraggio nella spedizione stessa, tanto da esserne considerato uno dei protagonisti.
Aveva una grande ammirazione, quasi venerazione, nei confronti dell'eroe dei due mondi, tanto che creò all'interno della sua villa, famosa ancor oggi, un piccolo “parco romantico”, dove radunava ogni anno suoi conoscenti per ricordare il suo capitano e le relative gesta.
In questa sua residenza si cimentò anche con le arti pittoriche, tanto da essere considerato discreto pittore, e ospitò illustri amici tra cui il pittore Giovanni Carnovali (detto “il Piccio”), e lo scrittore Alexandre Dumas.
Ad unità d'Italia avvenuta si dedicò alla politica, sia a livello locale che nazionale, venendo eletto, per ben quattro legislature, rappresentante di Bergamo al parlamento.